# جالكعيو
جالْكَعْيُو (بالصومالية: Gaalkacyo)‏ (بالإيطالية: Gallacaio ثمّ Rocca Littorio)‏ هي مدينة صومالية وهي عاصمة إقليم مدج (بالصومالية: Mudug)‏، ويقدر عدد سكانها بحوالى نصف مليون نسمة.
تقع المدينة في وسط الصومال في منطقة صحراوية، وترتفع 290 متر فوق مستوى سطح البحر، ولا تزال إحدىٰ المدن الأكثر تطوراً في الصومال. وقد بنيت المدارس والجامعات ومطار وما زالت المدينة في مرحلة التنمية. وهي موطن لعدة مراكز لوسائل الإعلام، منها راديو جالكعيو التابع لأرض البنط. وفي السنوات الأخيرة كان هناك تدفق للاجئين من المناطق الجنوبية واستقروا في الجزء الجنوبي من المدينة.

## المناخ
يظهر الجدول التالي التغييرات المناخية على مدار السنة لجالكعيو:
| البيانات المناخية لـجالكعيو                                                                        | البيانات المناخية لـجالكعيو | البيانات المناخية لـجالكعيو | البيانات المناخية لـجالكعيو | البيانات المناخية لـجالكعيو | البيانات المناخية لـجالكعيو | البيانات المناخية لـجالكعيو | البيانات المناخية لـجالكعيو | البيانات المناخية لـجالكعيو | البيانات المناخية لـجالكعيو | البيانات المناخية لـجالكعيو | البيانات المناخية لـجالكعيو | البيانات المناخية لـجالكعيو | البيانات المناخية لـجالكعيو |
| الشهر                                                                                              | يناير                       | فبراير                      | مارس                        | أبريل                       | مايو                        | يونيو                       | يوليو                       | أغسطس                       | سبتمبر                      | أكتوبر                      | نوفمبر                      | ديسمبر                      | المعدل السنوي               |
| -------------------------------------------------------------------------------------------------- | --------------------------- | --------------------------- | --------------------------- | --------------------------- | --------------------------- | --------------------------- | --------------------------- | --------------------------- | --------------------------- | --------------------------- | --------------------------- | --------------------------- | --------------------------- |
| الدرجة القصوى °م (°ف)                                                                              | 39.0 (102.2)                | 39.8 (103.6)                | 42.8 (109.0)                | 47.2 (117.0)                | 47.0 (116.6)                | 40.3 (104.5)                | 36.5 (97.7)                 | 42.5 (108.5)                | 40.0 (104.0)                | 43.0 (109.4)                | 40.0 (104.0)                | 37.5 (99.5)                 | 47.2 (117.0)                |
| متوسط درجة الحرارة الكبرى °م (°ف)                                                                  | 32.5 (90.5)                 | 33.5 (92.3)                 | 34.9 (94.8)                 | 36.0 (96.8)                 | 35.2 (95.4)                 | 34.1 (93.4)                 | 32.6 (90.7)                 | 33.1 (91.6)                 | 34.3 (93.7)                 | 33.6 (92.5)                 | 33.6 (92.5)                 | 33.0 (91.4)                 | 33.9 (93.0)                 |
| المتوسط اليومي °م (°ف)                                                                             | 25.2 (77.4)                 | 26.2 (79.2)                 | 27.6 (81.7)                 | 29.1 (84.4)                 | 28.9 (84.0)                 | 28.4 (83.1)                 | 27.2 (81.0)                 | 27.5 (81.5)                 | 28.0 (82.4)                 | 27.8 (82.0)                 | 26.8 (80.2)                 | 26.1 (79.0)                 | 27.4 (81.3)                 |
| متوسط درجة الحرارة الصغرى °م (°ف)                                                                  | 17.9 (64.2)                 | 18.7 (65.7)                 | 20.4 (68.7)                 | 22.2 (72.0)                 | 22.7 (72.9)                 | 22.6 (72.7)                 | 21.9 (71.4)                 | 21.9 (71.4)                 | 21.8 (71.2)                 | 22.0 (71.6)                 | 20.0 (68.0)                 | 19.2 (66.6)                 | 20.9 (69.6)                 |
| أدنى درجة حرارة °م (°ف)                                                                            | 11.0 (51.8)                 | 13.0 (55.4)                 | 13.0 (55.4)                 | 17.0 (62.6)                 | 17.0 (62.6)                 | 16.0 (60.8)                 | 18.9 (66.0)                 | 17.0 (62.6)                 | 18.0 (64.4)                 | 15.0 (59.0)                 | 12.0 (53.6)                 | 13.1 (55.6)                 | 11.0 (51.8)                 |
| الهطول مم (إنش)                                                                                    | 0 (0)                       | 3 (0.1)                     | 1 (0.0)                     | 24 (0.9)                    | 60 (2.4)                    | 2 (0.1)                     | 0 (0)                       | 2 (0.1)                     | 1 (0.0)                     | 41 (1.6)                    | 14 (0.6)                    | 1 (0.0)                     | 169 (6.7)                   |
| متوسط أيام هطول الأمطار (≥ 0.1 mm)                                                                 | 0                           | 0                           | 0                           | 2                           | 5                           | 0                           | 0                           | 0                           | 0                           | 3                           | 1                           | 0                           | 11                          |
| متوسط الرطوبة النسبية (%) (at {{{time day}}})                                                      | 51                          | 57                          | 56                          | 61                          | 63                          | 56                          | 58                          | 61                          | 56                          | 58                          | 63                          | 63                          | 59                          |
| نسبة وصول أشعة الشمس                                                                               | 80                          | 80                          | 77                          | 68                          | 66                          | 71                          | 61                          | 66                          | 72                          | 63                          | 74                          | 77                          | 71                          |
| المصدر #1: الأرصاد الجوية الألمانية                                                                |                             |                             |                             |                             |                             |                             |                             |                             |                             |                             |                             |                             |                             |
| المصدر #2: Food and Agriculture Organization: Somalia Water and Land Management (percent sunshine) |                             |                             |                             |                             |                             |                             |                             |                             |                             |                             |                             |                             |                             |

## المناطق
تنقسم المدينة إلى منطقتين رئيسيتين، حيث تشكل الجزء الجنوبي مقعد الإدارية لغلمدغ، بينما في الجزء الشمالي الرئيسي هو جزء من أرض البنط.
المدينة تتألف من الأحياء التالية :
ودجر
هرمر
برحلي
جرسور
إسراع
سيناي

## أعلام
- عبد الله يوسف أحمد
- عبد الرازق حاجي حسين
- عبد الولي موسى
- واريس ديري